# Мукачівський еколого-натуралістичний центр учнівської молоді
Мукачівський центр позашкільної освіти — позашкільний навчальний заклад у Мукачеві, завданням якого є екологічне виховання дітей.

## Діяльність
Колишня Станція юних натуралістів, працює з 1958 року. За час існування на території еколого-натуралістичного центру зусиллями вихованців, батьків, науковців та педагогів, шляхом посадки деревних порід та кущів створено унікальний декоративний комплекс.
З метою збереження ділянки екоцентру та використання її в наступному «за призначенням», враховуючи її декоративно-естетичну, еколого-пропагандистську та виховну цінність як для підростаючого покоління, так і для жителів міста, 22 червня 2005 року рішенням обласної ради територію Мукачівського екоцентру, оголошено об'єктом природо-заповідного фонду, пам'яткою природи місцевого значення, під назвою «Учнівський дендрологічний парк». У 2005 році також оформлено охоронне зобов'язання щодо забезпечення режиму охорони та збереження Мукачівського дендропарку (у чотирьох примірниках), з яких перший зберігається у землевласника (директора ЕНЦ), а інші передані: держуправлінню екоресурсів в Закарпатській області, Латорицькій державній територіальній екологічній інспекції. Охоронне зобов'язання зареєстроване в держуправлінні екоресурсів в Закарпатській області.
Загальна площа дендропарку 0,9396 га без вилучення у землекористувача, винесена в натуру, наявні межові знаки, згідно з вимогами Законів України «Про охорону навколишнього природного середовища» та «Про природно-заповідний фонд». На території дендропарку знаходяться дві водойми, територія має рівний рельєф і родючі ґрунти.
У межах ділянки дендропарку згідно додаткового реєстру налічується 40 видів рідкісних, декоративних та акліматизованих деревних та чагарникових порід. Серед них особливо цінними є кедр ліванський, тис звичайний, гінкго дволопатевий, секвоядендрон велетенський, кунінгамія ланцевидна, криптомерія японська, магнолія трипелюсткова, кипарисовик Лаусона, метасеквоя гліптостробусовидна, псевдотсуга тисолиста та інші. На площах закритого ґрунту проводиться дослідницька робота і спостереження за тропічними і субтропічними рослинами, вирощується посадковий матеріал для озеленення міста.
У цьому екзотичному куточку можна побачити унікальні рослини, занесені до Червоної книги та рослини радіопротекторної дії. Мукачівський учнівський дендрологічний парк відповідає всім принципам створення дендрарію, а саме: — ділянка дендропарку розташована біля навчального закладу (ЕНЦУМ); — на території дендропарку знаходяться дві водойми; — територія має рівний рельєф і родючі ґрунти; — площа парку 0,9396 га, що дає можливість розмістити близько 60-80 видів деревних рослин (10-25 порід дерев і 50-65 кущів).
Мукачівський екоцентр підтримує зв'язки та веде плідне співробітництво з багатьма науково-дослідними установами з різних регіонів України та за її межами.
Вихованці Центру, брали активну участь у багатьох конкурсах (від міського до міжнародного рівня), в яких мають значні досягнення та систематичні перемоги.
15 січня 2015 року рішенням Мукачівської міської ради Мукачівський еколого-натуралістичний центр учнівської молоді було ліквідовано. На захист установи стала громадськість. 17 лютого 2015 року позивачі — члени територіальної громади м. Мукачева та громадська організація «Народна рада Мукачівщини» за допомогою Міжнародної благодійної організації «Екологія-Право-Людина», яка готувала позов, звернулися з адміністративним позовом до Мукачівської міської ради. Після кількох місяців судових засідань 29 квітня 2015 року Мукачівський міськрайонний суд Закарпатської області виніс постанову, якою визнав протиправними дії Мукачівської міської ради щодо прийняття рішення про ліквідацію Еколого-натуралістичного центру.